# Luderus de Rameslo
Luder von Ramesloh, latinisiert und eigene Zeichnung auch Luderus de Ramesloh († nach 1317), war ein deutscher Kleriker und Ratssekretär der Hansestadt Lübeck.

## Leben
Ramesloh wird als Herkunftsname nach dem Ort Ramelsloh in der Lüneburger Heide angesehen, wo sich im Mittelalter ein von dem Hamburgischen Bischof Ansgar 845 gegründetes Stift befand. Luderus war als Priester von 1295 bis 1298 Ratssekretär in Lübeck. 1297/98 war er mit einem weiteren Lübecker Gesandten in Riga wegen der kriegerischen Auseinandersetzungen zwischen der Stadt Riga und dem Deutschen Orden, über die er im Auftrage des Lübecker Bürgermeisters Albert von Bardewik berichtete.
Er ist mit seinem Siegel noch bis 1317 als Vikar des Johannisklosters in Lübeck nachweisbar.